# Titus Paulus Tuza
Mor Titus Paulus Tuza (Mosoel) is een Syrisch geestelijke en een aartsbisschop van de Syrisch-orthodoxe Kerk van Antiochië, werkzaam in Brazilië.
Tuza werd op 19 februari 2012 gewijd tot metropoliet door Mor Ignatius Zakka I Iwas, Patriarch van Antiochië, bij de St. Peter kathedraal van het St. Efrem de Syriër klooster in Ma'arrat Saydnaya, Damascus, Syrië.
De patriarch benoemde hem als patriarchaal vicaris voor de Syrisch-orthodoxe Kerk van Brazilië.